# Singularidad evitable

Una gráfica de una parábola con una singularidad evitable en x = 2

En análisis complejo, una singularidad evitable de una función holomorfa es un punto en el que la función no está definida, pero donde es posible redefinir la función de forma que la función resultante sea holomorfa en un entorno de ese punto.
Por ejemplo, la función sinc (no normalizada)
{\displaystyle \operatorname {sinc} (z)={\frac {\sin(z)}{z}}}
tiene una singularidad en {\displaystyle z=0}. Sin embargo, la singularidad se puede “evitar” definiendo {\displaystyle \operatorname {sinc} (0):=1}, que es el límite de {\displaystyle \operatorname {sinc} } cuando {\displaystyle z\rightarrow 0}. La función resultante no solo es continua (que se ha impuesto definiendo el valor de {\displaystyle \operatorname {sinc} } en 0 como su límite) sino que es holomorfa. Resulta que en variable compleja este siempre es el caso: siempre que una función holomorfa no definida en un punto aislado tenga límite finito en ese punto, se puede redefinir en ese punto manteniendo la holomorfía. El problema en el caso anterior estaba causado por darle a {\displaystyle \operatorname {sinc} } una forma indeterminada. Definiéndola como una serie de potencias construida a partir de la del seno, el problema desaparece (se puede evaluar en {\displaystyle z=0} sin problema):
{\displaystyle {\text{sinc}}(z)={\frac {1}{z}}\left(\sum _{k=0}^{\infty }{\frac {(-1)^{k}z^{2k+1}}{(2k+1)!}}\right)=\sum _{k=0}^{\infty }{\frac {(-1)^{k}z^{2k}}{(2k+1)!}}=1-{\frac {z^{2}}{3!}}+{\frac {z^{4}}{5!}}-{\frac {z^{6}}{7!}}+\cdots .}
Formalmente, si {\displaystyle U\subseteq \mathbb {C} } es un subconjunto abierto del plano complejo {\displaystyle \mathbb {C} }, {\displaystyle a\in U} es un punto de {\displaystyle U} y {\displaystyle f\colon U\setminus \{a\}\rightarrow \mathbb {C} } es una función holomorfa, decimos que {\displaystyle a} es una singularidad evitable de {\displaystyle f} si existe una función holomorfa {\displaystyle g\colon U\rightarrow \mathbb {C} } que coincide con {\displaystyle f} en {\displaystyle U\setminus \{a\}}. Diremos que {\displaystyle f} es extendible holomórficamente a {\displaystyle U} si existe tal función {\displaystyle g}. 
Nótese que implícitamente en la definición se supone que la singularidad en {\displaystyle a} es aislada, en el sentido de que debe haber un entorno de {\displaystyle a} en el que no haya más singularidades. Esto se puede ver fácilmente observando que {\displaystyle a\in U} y {\displaystyle U} es abierto, por lo que existe un entorno {\displaystyle B} de {\displaystyle a} totalmente contenido en {\displaystyle U}: {\displaystyle a\in B\subseteq U}. Como estamos suponiendo que {\displaystyle f} es holomorfa en {\displaystyle U\setminus \{a\}}, se tiene que {\displaystyle f} es holomorfa en todo el entorno {\displaystyle B\setminus \{a\}\subseteq U\setminus \{a\}}, y no hay, pues, más singularidades en {\displaystyle B} que {\displaystyle a}. Así, singularidades como las del logaritmo complejo, por ejemplo, que se extienden a lo largo de toda una semirrecta, quedan fuera del alcance de esta definición.

## Teorema de Riemann
El teorema de Riemann caracteriza las singularidades evitables como aquellos puntos aislados en que una función holomorfa tiene límite finito. En concreto, enuncia lo siguiente:
| Sea {\displaystyle D\subseteq \mathbb {C} } un subconjunto abierto de {\displaystyle \mathbb {C} }, {\displaystyle a\in D} un punto de {\displaystyle D} y {\displaystyle f} una función holomorfa definida en el conjunto {\displaystyle D\setminus \{a\}}. Las siguientes condiciones son equivalentes: 1. {\displaystyle f} es extendible holomórficamente a {\displaystyle D}. 2. {\displaystyle f} es extendible continuamente a {\displaystyle D}. 3. Existe un entorno de {\displaystyle a} en el que {\displaystyle f} está acotada. 4. {\displaystyle \lim _{z\to a}(z-a)f(z)=0}, es decir, el límite de {\displaystyle f} en {\displaystyle a} es finito. |

Las implicaciones 1 ⇒ 2  ⇒ 3  ⇒ 4 son triviales. Para demostrar 4 ⇒ 1, utilizamos que la holomorfía de una función en {\displaystyle a} es equivalente a su analiticidad en {\displaystyle a} (demostración), es decir, a que tenga una representación en serie de potencias. Definimos la función
{\displaystyle h(z)={\begin{cases}(z-a)^{2}f(z)&z\neq a,\\0&z=a.\end{cases}}}
Claramente, {\displaystyle h} es holomorfa en {\displaystyle D\setminus \{a\}} por serlo {\displaystyle f}, y existe su derivada en {\displaystyle a}:
{\displaystyle h'(a)=\lim _{z\to a}{\frac {(z-a)^{2}f(z)-0}{z-a}}=\lim _{z\to a}(z-a)f(z)=0},
esto último porque estamos suponiendo cierto (4). Así, {\displaystyle h} es holomorfa en todo {\displaystyle D}, por lo que es analítica en {\displaystyle a}: podemos expresarla en serie de potencias como
{\displaystyle h(z)=c_{0}+c_{1}(z-a)+c_{2}(z-a)^{2}+c_{3}(z-a)^{3}+\cdots \,.}
Tenemos que {\displaystyle c_{0}=h(a)=0} y que {\displaystyle c_{1}=h'(a)=0}, como acabamos de calcular. Por tanto, 
{\displaystyle h(z)=c_{2}(z-a)^{2}+c_{3}(z-a)^{3}+\cdots \,.}
Por otro lado, si {\displaystyle z\neq a}, tenemos que 
{\displaystyle f(z)={\frac {h(z)}{(z-a)^{2}}}=c_{2}+c_{3}(z-a)+\cdots \,.}
Por tanto, la función {\displaystyle g(z):={\frac {h(z)}{(z-a)^{2}}}=c_{2}+c_{3}(z-a)+\cdots } es una extensión holomorfa a {\displaystyle D} de {\displaystyle f}, que es lo queríamos encontrar. {\displaystyle \quad \square }